# Arthur Carl Victor Schott

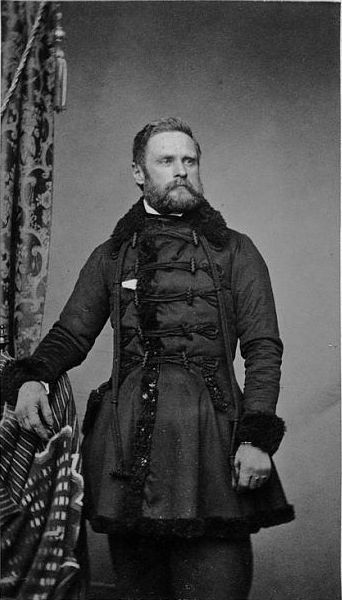
Arthur Carl Victor Schott (1814–1875)

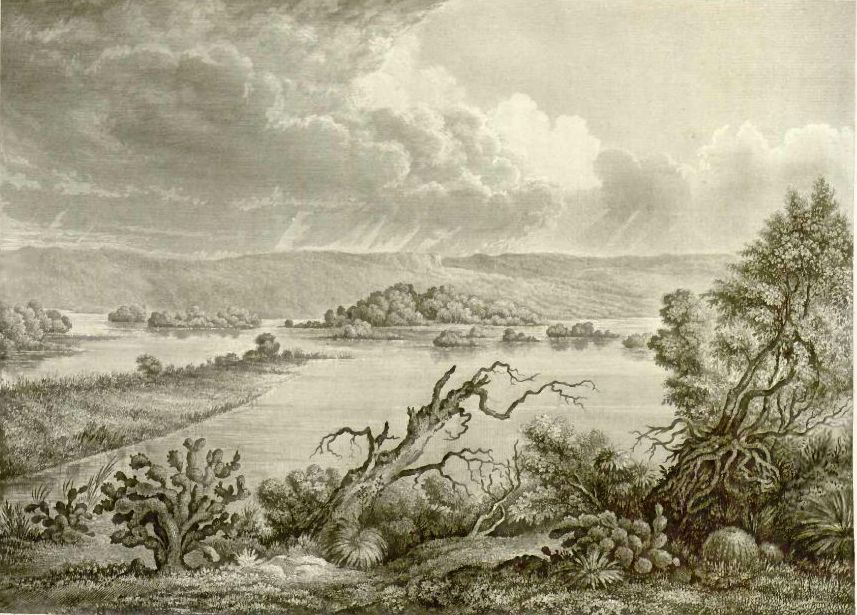
Las Isletas Falls von Presidio de Rio Grande von Arthur Schott (1814–1875)

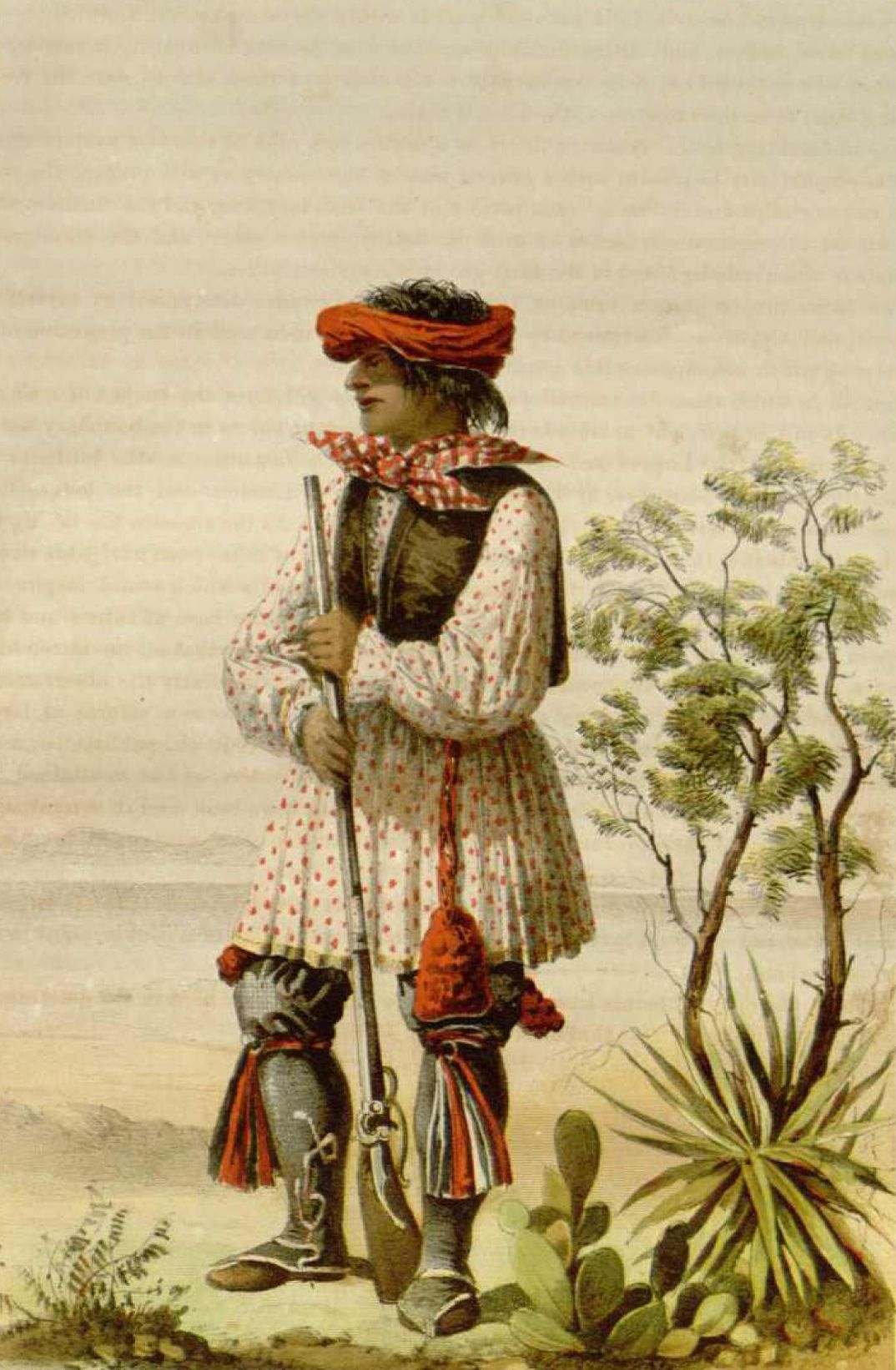
Seminolenhäuptling Grizzly Bear von Arthur Schott (1814–1875)

Arthur Carl Victor Schott (* 27. Februar 1814 in Stuttgart; † 26. Juli 1875 in Georgetown (Washington, D.C.)) war ein württembergischer Landwirt, Dichter und Märchensammler und späterer deutschamerikanischer Naturforscher, Landvermesser, Pflanzensammler und Illustrator. Sein botanisches Autorenkürzel lautet „A.Schott“.

## Leben

### Herkunft
Arthur Schott war ein Sohn des württembergischen Juristen und Politikers Christian Friedrich Albert Schott und dessen Ehefrau Auguste Sophie (1788–1851), geborene Hofacker, einer Tochter des Tübinger Rechtswissenschaftlers Karl Christoph Hofacker.
Sein Neffe, der Benediktiner Friedrich August Schott, der 1885 das Messbuch für Laien, den Schott, herausgab, war der Sohn seines Bruders Eduard Saladin Schott  (1812–1887), des Gräflich-Degenfeldischen Gutspächters  der Domäne Staufeneck. Weitere Brüder von ihm waren der Gymnasialprofessor Albert Lucian Constans Schott und der Politiker Sigmund Hermann Eberhard Schott.

### Ausbildung und Wirken in Württemberg und in der Walachei
Arthur Schott besuchte nach dem Gymnasium in Stuttgart die Landwirtschaftliche Akademie Hohenheim, arbeitete ein Jahr auf einem Privatgut, 9 Monate als Sekretär des Grafen Alexander von Württemberg und lebte 6 Jahre als Verwalter der Gräflich Bissing´schen Güter im Banat. Während dieser Zeit bereiste er Serbien und die Walachei, lernte die Sprache, übersetzte Volkslieder, sammelte Märchen, gab gemeinsam mit seinem Bruder Albert 1845 bei Cotta in Tübingen Walachische mährchen heraus und veröffentlichte im Jahr 1850 noch seine eigenen Gedichte bei Eduard Hallberger in Stuttgart.

### Auswanderung in die Vereinigten Staaten
Im Jahr 1850 wanderte Arthur Schott in die Vereinigten Staaten aus und wurde 1851 von der von William Hemsley Emory geleiteten United States Boundary Commission, die nach dem Mexikanisch-Amerikanischen Krieg die Grenze zwischen Texas und den benachbarten mexikanischen Staaten vermessen und kartieren sollte, als wissenschaftlicher Spezialsammler eingestellt. Arthur Schott trug zahlreiche Felddaten zu den Grenzkarten bei und wurde zu einem der ersten Vermesser des Rio Grande. Dabei war er an der Aufsammlung und Beschreibung des botanischen, geologischen und zoologischen Sammlungsmaterials beteiligt und skizzierte Landschaften und Angehörige indianischer Stämme. Seine gesammelten Kakteen wurden zum Teil von George Engelmann beschrieben.
Von 1857 bis 1859 erschien der dreibändige Bericht der Boundary Commission, der die acht Jahre andauernden und von William Hemsley Emory geleiteten Vermessungsarbeiten im US-amerikanisch-mexikanischen Grenzgebiet dokumentierte und in dem auch die Zeichnungen von Arthur Schott aufgenommen wurden.
Arthur Schott wurde am 15. November 1860 an der Eberhard Karls Universität Tübingen zum Dr. phil. promoviert.

## Ehrungen
Am 1. Dezember 1860 wurde Arthur Schott unter der Präsidentschaft des naturphilosophischen Mediziners Dietrich Georg Kieser in der Sektion Botanik mit dem akademischen Beinamen Schübler unter der Matrikel-Nr. 1957 als Mitglied in die Kaiserliche Leopoldinisch-Carolinische Deutsche Akademie der Naturforscher aufgenommen.
Ihm zu Ehren wurden durch Spencer Fullerton Baird und Charles Frédéric Girard Schott’s Peitschenschlange Masticophis schotti Baird & Girard, 1853, und durch George Engelmann die Palmlilie Yucca schottii Engelm. (1873) benannt. Ebenso findet man seinen Namen in der Kastanienzaunkönig-Unterart (Cantorchilus nigricapillus schottii (Baird, SF, 1864)).

## Schriften
- mit Albert Schott: Walachische mährchen. Mit einer einleitung über das volk der Walachen und einem anhang zur erklärung der mährchen. Cotta, Stuttgart und Tübingen 1845 (Digitalisat)
- Gedichte. Hallberger, Stuttgart 1850 (Digitalisat)